# Brzozowy Hrud
Brzozowy Hrud [bʐɔˈzɔvɨ ˈxrut] est un village polonais de la gmina de Szudziałowo dans le powiat de Sokółka et dans la voïvodie de Podlachie. Il se situe à environ 12 kilomètres à l'ouest de Szudziałowo, à 9  kilomètres au sud de Sokółka et à 33 kilomètres au nord-est de Białystok. 
Le village compte approximativement 30 habitants.